# Jan Pomian-Bławdziewicz
Jan Pomian-Bławdziewicz (ur. 16 marca 1924, zm. 21 października 2016 w Londynie) – polski działacz emigracyjny.

## Życiorys
Pochodził z Nowego Miasta nad Pilicą, gdzie przed II wojną światową znajdował się rodzinny majątek ziemski. Po agresji III Rzeszy na Polskę we wrześniu 1939 wyjechał wraz z matką do Francji, gdzie kontynuował naukę. W listopadzie 1942 został zatrzymany przy próbie przekroczenia granicy hiszpańskiej i osadzony w obozie koncentracyjnym Miranda del Ebro. Od maja 1943 przebywał w Anglii, gdzie wstąpił do polskiego lotnictwa. Po wojnie pozostał na emigracji w Wielkiej Brytanii i ukończył studia w zakresie ekonomii na Uniwersytecie Londyńskim. W latach 1948–1960 był bliskim współpracownikiem oraz sekretarzem Józefa Retingera. Był wieloletnim dyrektorem galerii sztuki Heim Gallery w Londynie. W 1991 założył Fundację "Karta z dziejów".

## Odznaczenie
- Krzyż Komandorski Orderu Odrodzenia Polski (1994, za wybitne zasługi w działalności na rzecz Polski)[5]